# هربرت فويرشتاين
هربرت فويرشتاين (بالألمانية: Herbert Feuerstein)‏ (15 يونيو 1937 - 6 أكتوبر 2020)، هو مقدم تلفزيوني وكاتب صحفي ومترجم وممثل ألماني من أصل نمساوي، ولد في تسيل أم زيه، تعلم في جامعة موزارتيوم سالزبورغ

## مناصب
تولى منصب رئيس تحرير

## وصلات خارجية
- هربرت فويرشتاين على موقع IMDb (الإنجليزية)
- هربرت فويرشتاين على موقع روتن توميتوز (الإنجليزية)
- هربرت فويرشتاين على موقع مونزينجر (الألمانية)
- هربرت فويرشتاين على موقع ألو سيني (الفرنسية)
- هربرت فويرشتاين على موقع ميوزك برينز (الإنجليزية)
- هربرت فويرشتاين على موقع أول موفي (الإنجليزية)
- هربرت فويرشتاين على موقع ديسكوغز (الإنجليزية)
- هربرت فويرشتاين على موقع قاعدة بيانات الفيلم (الإنجليزية)